# Domingo Faustino Sarmiento
Domingo Faustino Sarmiento (ur. 1811, zm. 1888) – argentyński pisarz, historyk i polityk.
Stał na czele unitarian Jako działacz liberalnej opozycji, z powodu otwartej krytyki dyktatury Juana Manuela de Rosasa, przebywał przez wiele lat na emigracji (głównie w Chile). W 1852, po upadku Rosasa, wrócił do kraju, a w latach 1868–1874 był pierwszym cywilnym prezydentem Argentyny (sprawował również urząd ministra spraw zagranicznych i wewnętrznych oraz zasiadał w senacie, był także ambasadorem w Chile). Podwoił liczbę szkół, tworząc najlepszy system szkolnictwa w Ameryce Łacińskiej, i przyczynił się do zakładania bibliotek oraz muzeów. Rozwinął handel i zintensyfikował budowę linii kolejowych, popierał również imigrację. Autor pism politycznych, dydaktycznych, powieści Facundo o Civilización y Barbarie (1845). Pochowany na Cementerio de la Recoleta.
Uważany za jednego z najznakomitszych Argentyńczyków XIX wieku.